# El cuarto estado

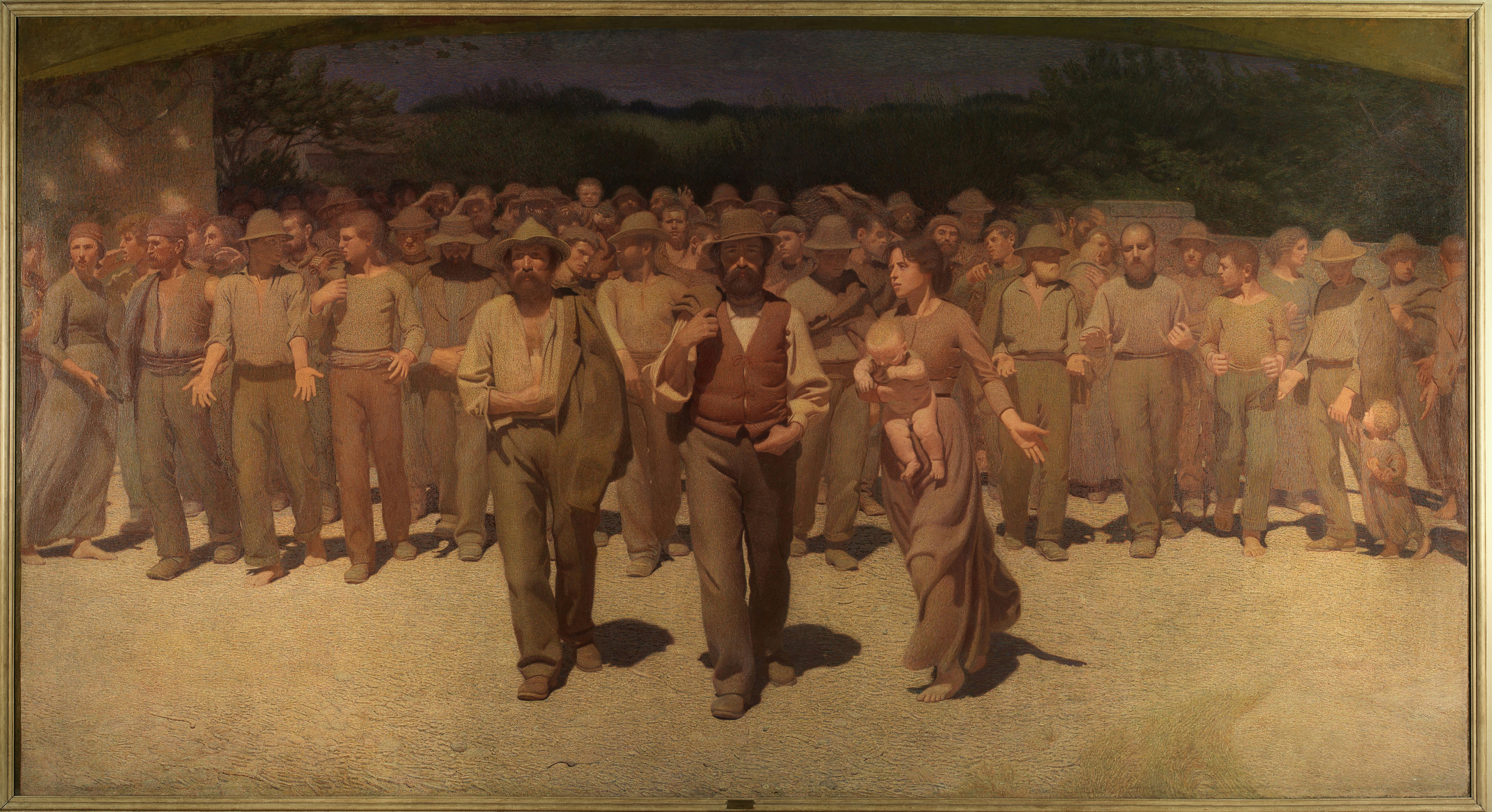
El cuarto estado.

El cuarto estado (en italiano Il quarto stato; el cuadro se llamó originalmente Il cammino dei lavoratori), referido al proletariado, es una obra realizada en el año 1901 por Giuseppe Pellizza da Volpedo, pintor italiano que se formó en la academia de Brera y posteriormente en Roma y Florencia. Refleja a un grupo de proletarios en huelga. Se encuentra en la Galería de Arte Moderno, en Milán.
El tamaño de la obra es de 543 x 285 cm.
En sus obras refleja la sociedad de su época de una forma realista y fiel.
También concede gran importancia al sol (El sol naciente, 1904) y a la pintura al aire libre (Esperanzas perdidas, 1894) como un estudio de la acción de la luz natural.
En estos momentos la revolución industrial está en pleno apogeo y necesita una mano de obra abundante que supone una oportunidad de empleo necesaria para muchos campesinos que hacían frente a las crisis de subsistencia cíclicas del medio rural ocasionadas por las malas cosechas y la escasez de alimentos.
Aunque la pintura sitúa la acción en la Italia recién unificada, este movimiento del campo hacia las periferias industriales de las ciudades se da en la mayoría de los países desarrollados europeos.

## Técnica
Enorme lienzo de Giuseppe Pellizza pintado a puntitos (puntillismo) casi como diciendo ya con su técnica “¡Hey camaradas… que la unión hace la fuerza!”. Y es que eso representa precisamente el cuadro: la unión de un grupo de trabajadores de todo tipo y edad avanzando hacia nosotros.